# Lilija Bulatowna Schobuchowa
Lilija Bulatowna Schobuchowa (russisch Лилия Булатовна Шобухова, engl. Transkription Liliya Shobukhova, geb. Волкова – Wolkowa – Volkova; * 13. November 1977 in Belorezk) ist eine russische Langstreckenläuferin.

## Leben
2005 und 2006 wurde sie nationale Hallenmeisterin im 3000-Meter-Lauf, und 2002, 2005 sowie 2008 nationale Meisterin im 5000-Meter-Lauf. Bei ihrem zweiten 3000-Meter-Titel brach sie den Hallenweltrekord, bei ihrem dritten 5000-Meter-Titel stellte sie den aktuellen Europarekord von 14:23,75 min auf.
2002 wurde sie bei den Halleneuropameisterschaften in Wien Fünfte über 3000 Meter und belegte bei den Europameisterschaften in München den 17. Platz über 5000 Meter. Über dieselbe Distanz kam sie bei den Olympischen Spielen 2004 in Athen auf den 13. Rang. 2005 wurde sie bei den Halleneuropameisterschaften in Madrid erneut Fünfte über 3000 Meter und bei den Weltmeisterschaften in Helsinki Neunte über 5000 Meter. 2006 folgten Silbermedaillen bei den Hallenweltmeisterschaften in Moskau über 3000 Meter und bei den Europameisterschaften in München über 5000 Meter. Ebenfalls über 5000 Meter wurde sie Sechste bei den Olympischen Spielen 2008 in Peking.
2009 startete sie erstmals bei internationalen Meisterschaften über 10.000 Meter und belegte bei den Weltmeisterschaften 2009 in Berlin den 19. Platz.
Seit 2007 startet sie bei Straßenläufen. Auf Anhieb gewann sie den Prag-Halbmarathon desselben Jahres. 2008 siegte sie beim Philadelphia-Halbmarathon und schlug dabei Catherine Ndereba.
Auch ihr Debüt über die Volldistanz verlief erfolgreich: Beim London-Marathon 2009 wurde sie Dritte in 2:24:24 h. Im selben Jahr gewann sie die Newport 10,000 und den Chicago-Marathon. 2010 siegte sie als erste Russin beim London-Marathon. Im Herbst verteidigte sie dann ihren Titel in Chicago mit dem russischen Rekord von 2:20:25 h und sicherte sich damit den Sieg in der World-Marathon-Majors-Serie 2009/10.
2011 wurde sie in London trotz einer weiteren Verbesserung auf 2:20:15 h von Mary Jepkosgei Keitany geschlagen. In Chicago gewann sie in 2:18:20 h zum dritten Mal hintereinander und gewann damit die World-Marathon-Majors-Serie 2010/11. Schnellere Zeiten über die Marathondistanz war nur Paula Radcliffe gelaufen.
Lilija Schobuchowa lebt in Baschkortostan und gehört der russischen Armee an. Sie wird von Jewgeni und Tatjana Sentschenko trainiert.

## Doping
Am 29. April 2014 wurde bekannt, dass der russische Leichtathletikverband Lilija Schobuchowa wegen Dopings für zwei Jahre gesperrt hat. Im biologischen Pass der Sportlerin wurden verdächtige Werte festgestellt, die auf Blutdoping hinweisen. Die Strafe trat rückwirkend zum 24. Januar 2013 in Kraft. Alle Titel und Rekorde Schobuchowas seit dem 9. Oktober 2009 wurden der Russin aberkannt. In der ARD-Dokumentation Geheimsache Doping von Hajo Seppelt erklärte sie Ende 2014, dass ihre Blutwerte dem russischen Verband schon 2012 bekannt waren und sie sich den Start bei den Olympischen Spielen in London mit 450.000 Euro erkauft habe. Am 6. März 2015 wurde ihre Sperre, die im Januar abgelaufen war, um 14 Monate vom Internationalen Sportgerichtshof erhöht, den der Weltverband IAAF angerufen hatte. Im Juli 2015 wurde wegen ihrer Mitarbeit, die zur Aufdeckung und Untersuchung von Anti-Doping-Verstößen von anderen Personen, einschließlich Athletenbetreuern, führen können, die Sperre von der WADA um sieben Monate bis zum 23. August 2015 verkürzt.

## Persönliche Bestzeiten
Stand: Juli 2018
- 800 m: 2:03,18 min, 24. Juni 2006, Schukowski
- 1000 m (Halle): 2:39,81 min, 25. Januar 2006, Moskau
- 1500 m: 4:03,78 min, 9. Juli 2004, Kasan
- Halle: 4:11,26 min, 12. Februar 2005,	Wolgograd
- 1 Meile: 4:22,14 min, 6. Juni 2004, Tula
  - Halle: 4:31,90 min, 19. Januar 2008, New York City
- 2000 m: 5:35,80 min, 27. Mai 2007, Sotschi
- 3000 m: 8:34,85 min, 5. Juni 2004, Tula
  - Halle: 8:27,86 min, 17. Februar 2006, Moskau (ehemaliger Hallenweltrekord)
- 5000 m: 14:23,75 min, 19. Juli 2008, Kasan (ehemaliger Europarekord)
  - Halle: 16:02,24 min, 8. Februar 2008, Moskau
- 10.000 m: 30:29,36 min, 23. Juli 2009, Tscheboksary
- 10-km-Straßenlauf: 32:19 min, 9. Mai 2009, Jersey City
- Halbmarathon: 1:10,21 h, 21. September 2008, Philadelphia (aberkannt: 1:09:25 h, 9. Oktober 2011, Chicago (Zwischenzeit))
- Marathon: 2:24:24 h, 26. April 2009, London (aberkannt: 2:18:20 h, 9. Oktober 2011, Chicago (russischer Rekord))